# فابیانا کامین
فابیانا کامین (انگلیسی: Fabiana Comin؛ زادهٔ ۲۱ مارس ۱۹۷۰) بازیکن فوتبال اهل ایتالیا است.
وی همچنین در تیم ملی فوتبال زنان ایتالیا بازی کرده‌است.